# Douglas Celtic
Douglas Celtic is een Belgisch bier van John Martin. Het wordt te Edinburgh gebrouwen door Scottish & Newcastle voor John Martin).

## Achtergrond
Douglas Celtic is een verzamelnaam voor een reeks bieren die worden gebrouwen voor Brouwerij John Martin. De naam “Douglas” (ook “Dubglas”) verwijst naar een rivier waar Koning Arthur zou gevochten hebben.

## Bieren
Er bestaan vijf varianten van Douglas Celtic. Het is onduidelijk in hoeverre dit allemaal originele bieren zijn, of deels etiketbieren van Gordon Finest.
- Douglas Celtic Brown  is een Scotch Ale met een alcoholpercentage van 7,9%.
- Douglas Celtic Lager  is een blonde lager met een alcoholpercentage van 5%.
- Douglas Celtic Red  is een donker amberkleurig bier met een alcoholpercentage van 7,9%.
- Douglas Celtic Super  is een blond bier met een alcoholpercentage van 7,9%.
- Douglas Celtic XXX Strong  is een blond bier met een alcoholpercentage van 12%.